# Guido Pott
Guido Pott (* 15. Dezember 1966 in Wallenhorst-Hollage) ist ein deutscher Politiker (SPD). Er ist seit November 2017 Abgeordneter im Landtag Niedersachsen.

## Leben
Guido Pott absolvierte nach dem Abitur am Gymnasium Carolinum in Osnabrück 1986 eine Ausbildung zum Sparkassenbetriebswirt bei der Sparkasse Osnabrück. Von 1986 bis 1987 leistete Pott einen einjährigen Wehrdienst ab.

## Partei und Politik
Pott gehört der SPD seit 1983 an. Er wurde 1986 erstmals in den Rat der Gemeinde Wallenhorst gewählt und amtiert dort seit 2001 als Fraktionsvorsitzender für seine Fraktion. Seit 1996 ist er zusätzlich Mitglied im Kreistag des Landkreises Osnabrück.
Bei der Landtagswahl in Niedersachsen 2017 erhielt er ein Direktmandat im Landtagswahlkreis Bramsche. Bereits 2013 hatte er dort kandidiert, jedoch gegen den CDU-Amtsinhaber Clemens Lammerskitten verloren. Bei der Landtagswahl in Niedersachsen 2022 konnte er das Direktmandat verteidigen.